# Гімн Республіки Бурятія
Гімн Респу́бліки Буря́тія — музично-поетичний твір, один з державних символів Республіки Бурятія поряд з прапором і гербом.
Основою гімну послужила «Пісня про рідну землю», текст якої був написаний Дамбою Жалсараєвим (переклад на російську мову виконав Олег Дмитрієв), музика — Анатолієм Андрієвим.
Гімн прийнятий Законом Республіки Бурятія «Про Державний гімн Республіки Бурятія» від 20 квітня 1995 р. № 121-I .

## Текст

### Бурятською мовою
| Кирилиця | Латиниця | Монгольське письмо | МФА |
| Үнгын дайдаар, хангай тайгаар нэмжыгшэ Үлзы Буряад — манай нангин үлгы. Сэлмэг сарюун, сэнхир номин шарайшни Сэдьхэлдэмнай хэзээдэшье зулгы. Эрхим хангал санзай шэнги агаарташ Эршэ хүсөөр элсүүлэнгүй яалайб! Эмтэй домтой мүнхын уһан аршаандаш Эльгэ зүрхөө хүртүүлэнгүй яалайб! Холын замда эхын ёһоор юрөөжэ, Хүмүүн зондо хэтын жаргал хүсөөш. Саяан хадын сэлгеэн амяар арюудхан, Байгал далайн гэгээн долгёор сүршөөш. Шэрүүн сагай ерээшье һаа дэлхэйдэ, Шинии заяан замһаа хадуурхагүйл. Эбтэй дорюун бүлын ёһоор жаргыш даа, Энхэ Буряад — манай нангин үлгы. Эхэ нютаг! | Üngín dajdár, kangaj tajgár nemzsígse Ülzí Burjád — manaj nangin ülgí. Szelmeg sarjún szenkir nomin sarajsni Szegykeldemnaj kezédesye zulgí. Erkim kangal szanzaj sengi agártas Erse küszőr elszűlengüj jálajb! Emtej domtoj münkín uhan arsándas Elyge zürkő kürtűlengüj jálajb! Kolín zamda ekín johór jürőzse, Küműn zondo ketín zsargal küszős. Szaján kadín szelgjén amjár arjúdkan, Bajgal dalajn gegén dolgjór szürsős. Serűn szagaj jerésye há delkejde, Sinii zaján zamhá kadúrkagüjl. Ebtej dorjún bülín johór zsargís dá, Enke Burjád — manaj nangin ülgí. Eke njutag! | ᠦᠨᠡᠭᠡ ᠶᠢᠨ ᠳᠠᠶᠢᠳᠤᠷ᠎ᠠ᠂ ᠬᠠᠩᠭᠠᠢ ᠲᠠᠶᠢᠭ᠎ᠠ ᠪᠠᠷ ᠨᠡᠮᠡᠵ ᠢᠰᠢ ᠦᠯᠵ ᠤ ᠪᠤᠷᠶ᠎ᠠ ᠳᠤ ᠮᠠᠨ ᠤ ᠨᠠᠩᠭᠢᠨ ᠦᠯ ᠤ᠃ ᠰᠡᠯᠡᠮᠡᠭ ᠰᠠᠷᠶᠤᠨ᠂ ᠰᠡᠩᠬᠢᠷ ᠨᠣᠮᠢᠨ ᠰᠢᠷᠠᠶᠢᠰᠢᠨᠢ ᠰᠡᠳᠢᠬᠥᠯᠢᠳᠡᠮᠨᠠᠢ ᠬᠡᠵᠢᠶᠡᠳᠡᠰᠢᠶ᠎ᠡ ᠵᠤᠯᠤᠭ᠃ ᠡᠷᠡᠬᠢᠮ ᠬᠠᠩᠭᠠᠯ ᠰᠠᠨᠵᠠᠢ ᠱᠢᠩᠭᠢ ᠠᠭᠠᠷᠲᠠᠰᠢ ᠡᠷᠰᠢ ᠬᠦᠰᠡᠷ᠎ᠡ ᠡᠯᠰᠡᠭᠦᠯᠦᠩᠭᠦᠢ ᠶᠠᠯᠠᠶᠢᠪ ᠡᠮ ᠲᠡᠢ ᠳᠣᠮ ᠲᠠᠢ ᠮᠦᠩᠬ᠎ᠠ ᠶᠢᠨ ᠤһᠠᠨ ᠠᠷᠱᠠᠩᠳᠠᠰᠢ ᠡᠯᠭᠡ ᠵᠢᠷᠦᠬᠡ ᠪᠡᠨ ᠬᠦᠷᠲᠦᠭᠦᠯᠦᠨ ᠭᠦᠢ ᠶᠠᠯᠠᠶᠢᠪ ᠬᠣᠯᠠ ᠶᠢᠨ ᠵᠠᠮᠳᠠ ᠡᠬᠡ ᠶᠢᠨ ᠶᠣһᠣᠣᠷ ᠶᠦᠷᠡᠵᠡ᠂ ᠬᠥᠮᠥᠨ ᠵᠣᠨᠳᠣ ᠬᠡᠲᠦ ᠶᠢᠨ ᠵᠢᠷᠭᠠᠯ ᠬᠦᠰᠥᠱᠢ᠃ ᠰᠠᠶᠠᠨ ᠬᠠᠳᠠ ᠶᠢᠨ ᠰᠡᠯᠭᠶᠡᠨ ᠠᠮᠠᠶᠠᠷ ᠠᠷᠤᠳᠬᠠᠨ᠂ ᠪᠠᠶᠢᠭᠠᠯ ᠳᠠᠯᠠᠢ ᠶᠢᠨ ᠭᠡᠭᠡᠨ ᠳᠣᠯᠣᠭᠶᠠᠷ ᠰᠦᠷᠦᠰᠢᠶᠡᠰᠢ᠃ ᠱᠢᠷᠦᠨ ᠰᠠᠭᠠᠢ ᠶᠡᠷᠡ ᠪᠡᠨᠰᠢᠶ᠎ᠡ һᠠ ᠳᠡᠯᠬᠡᠶᠢᠳᠡ᠂ ᠰᠢᠩᠢ ᠵᠠᠶᠠᠭᠠᠨ ᠵᠠᠮᠠ ᠬᠠᠳᠠᠭᠤᠷᠬᠠᠭᠦᠶᠢᠯ᠃ ᠡᠪ ᠲᠡᠢ ᠳᠣᠷᠣᠶᠤᠨ ᠪᠦᠯᠢ ᠶᠢᠨ ᠶᠣһᠣᠣᠷ ᠵᠢᠷᠭ ᠤᠰ ᠳ᠋ᠠ᠂ ᠡᠩᠬᠡ ᠪᠤᠷᠶ᠎ᠠ ᠳᠤ ᠮᠠᠨ ᠤ ᠨᠠᠩᠭᠢᠨ ᠦᠯ ᠤ᠃ ᠡᠭᠡ ᠨᠦᠲ᠋ᠠᠭ | [uŋgiːŋ dæːdɑːr ǀ χɑɴɢæː tʰæːɢɑːr nɛmʒɪkʃə] [ulziː bʊrʲɑːt ǀ mɑnæː nɑŋgiŋ ulgiː ǁ] [sɛlmɛk sɑrʲʊːŋ sɛŋçir nɔmɪŋ ʃɑræːʃnɪ] [sɛtʲxɛldɛmnæː xɛzɛːdɛʃʲjɛ zʊlgiː ‖] [ɛrçɪm χɑɴɢɐl sɑŋzæː ʃɛŋgɪ ɑɢɑːrtʰɑʃ] [ɛrʃə xusœːr ɛlsuːlɛŋgui jɑːlæːp ‖] [ɛmtʰɛː dɔmtʰɞː muŋçiːŋ ʊħɑŋ ɑrʃɑːndɑʃ] [ɛlʲgɛ zurxœː xurtʰuːlɛŋgui jɑːlæːp ‖] [χɔliːŋ zɑmdɑ ɛçiːŋ jɔħɔːr jurœːʒə ǀ] [xumuːŋ zɔŋdɔ xɛtʰiːŋ ʒɑrɢɐl xusœːʃ ‖] [sɑjɑːŋ χɑdiːŋ sɛlgʲɛːŋ ɑmʲɑːr ɑrʲʊːtχɑŋ ǀ] [bæːɢɐl dɐlæːŋ gɛgɛːŋ dɔlgʲɔːr surʃœːʃ ‖] [ʃɛruːŋ sɑɢæː jɛrɛːʃʲjə ħɑː dilxɛːdɛ ǀ] [ʃɪnʲiː zɑjɑːŋ zɑmħɑː χɑdʊːrχɑguil ‖] [ɛptʰɛː dɔrʲʊːŋ buliːŋ jɔħɔːr ʒɑrgiːʃ dɑː ǀ] [ɛŋxə bʊrʲɑːt ǀ mɑnæː nɑŋgɪŋ ulgiː ‖] [ɛxɛ nʲʊtʰɑk ‖] |

### Російською мовою з перекладом
| Російською мовою | Українською мовою |
| Таёжная, озёрная, степная, Ты добрым светом солнечным полна. Цветущая от края и до края, Будь счастлива, родная сторона. Брусничный дух, черёмухи дыханье, Лилового багульника настой. Я не дышу, а пью благоуханье Моей земли, равнинной и лесной. Прими, земля, сыновнее спасибо, Святой водой Байкала угости, Чтоб я обрёл невиданную силу Для дальнего нелёгкого пути. С тобой, земля, мы слиты воедино, Моею стала и судьба твоя. Поклон тебе от сердца, край родимый, Любимая Бурятия моя. О, мать-земля! | Тайгова, озерна, степова, Ти добрим світлом сонячним повна. Квітуча від краю і до краю, Будь щаслива, рідна сторона. Брусничний дух, черемхи дихання, Лілового багульніка* настій. Я не дихаю, а п'ю пахощі Моєї землі, рівнинної і лісової. Прийми, земле, синівське спасибі, Святою водою Байкала почастуй, Щоб я знайшов небачену силу Для далекого нелегкого шляху. З тобою, земля, ми злиті воєдино, Моєю стала і доля твоя. Уклін тобі від серця, край рідний, Улюблена Бурятія моя! О, Мати-земле! |

* Багульніком в Бурятії називають Рододендрон даурський, який також вибраний зеленим символом Бурятії.